# Bóng đá tại Đại hội Thể thao Đông Nam Á 2017 – Nam
Giải đấu bóng đá nam tại Đại hội Thể thao Đông Nam Á 2017 diễn ra từ ngày 14 đến ngày 29 tháng 8 năm 2017 tại Malaysia. Ngoài thành phố chủ nhà Kuala Lumpur, các trận đấu cũng được tổ chức tại Shah Alam và Selayang. Độ tuổi tham dự là từ 22 tuổi trở xuống cộng thêm tối đa 3 cầu thủ quá tuổi, và đây là giải đấu đầu tiên môn bóng đá nam áp dụng giới hạn độ tuổi dưới 22.
Thái Lan đã giành được tấm huy chương vàng thứ 16 sau khi đánh bại Malaysia với tỷ số 1–0 trong trận chung kết, tiếp tục giữ vững chuỗi thống trị của mình kể từ năm 1993. Indonesia đã giành được huy chương đồng lần thứ tư sau khi đánh bại Myanmar với tỷ số 3–1.

## Lịch thi đấu
Dưới đây là lịch thi đấu cho nội dung bóng đá nam.
| G | Vòng bảng | ½ | Bán kết | B | Play-off tranh hạng ba | F | Chung kết |

| T2 14 | T3 15 | T4 16 | T5 17 | T6 18 | T7 19 | CN 20 | T2 21 | T3 22 | T4 23 | T5 24 | T6 25 | T7 26 | CN 27 | T2 28 | T3 29 | T3 29 |
| ----- | ----- | ----- | ----- | ----- | ----- | ----- | ----- | ----- | ----- | ----- | ----- | ----- | ----- | ----- | ----- | ----- |
| G     | G     | G     | G     | G     |       | G     | G     | G     | G     | G     |       | ½     |       |       | B     | F     |

## Các quốc gia tham dự
Tất cả 11 đội tuyển đến từ các quốc gia thành viên của Đông Nam Á đã tham dự nội dung thi đấu này.
| - Brunei (BRU) - Campuchia (CAM) - Indonesia (INA) - Lào (LAO) - Malaysia (MAS) - Myanmar (MYA) | - Philippines (PHI) - Singapore (SGP) - Thái Lan (THA) - Đông Timor (TLS) - Việt Nam (VIE) |

## Địa điểm

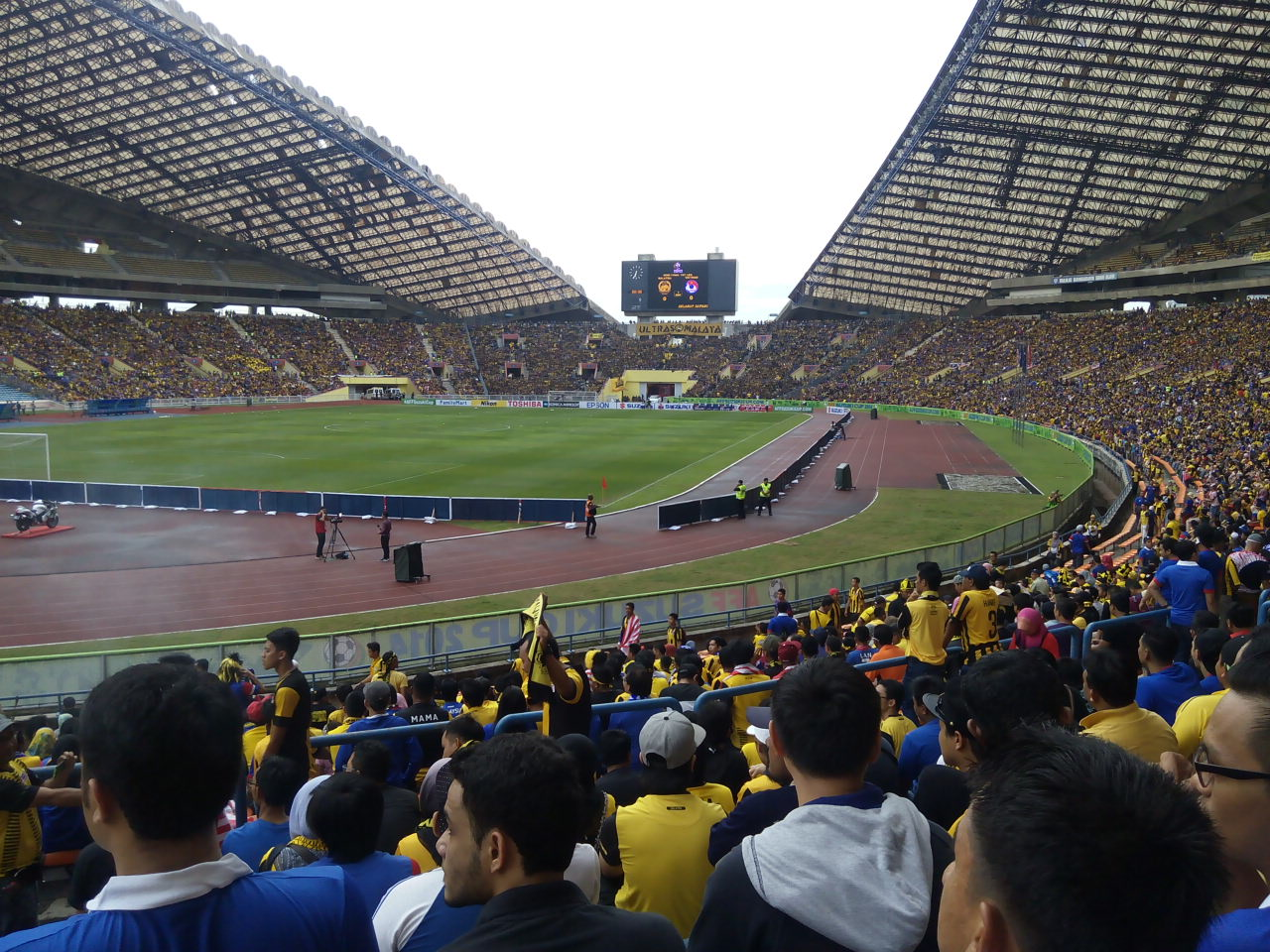
Sân vận động Shah Alam, Selangor, địa điểm cho trận chung kết.

Giải đấu đã được tổ chức trong 4 địa điểm qua 3 thành phố:
- Sân vận động Shah Alam, Shah Alam
- Sân vận động UiTM, Shah Alam
- Đấu trường Đại học Malaya (Đấu trường UM), Kuala Lumpur
- Sân vận động Hội đồng Thành phố Selayang, Selayang

Sân vận động bóng đá Kuala Lumpur là một trong những địa điểm ban đầu cho giải đấu bóng đá, cho đến khi nó được thay thế bằng sân vận động Selayang vào tháng 7 năm 2017 do điều kiện không đạt yêu cầu trong việc xây dựng mới sân vận động. Sân vận động Quốc gia Bukit Jalil cũng được lên kế hoạch ban đầu cho trận chung kết bóng đá nam trước khi nó được thay đổi để sân vận động Shah Alam do một số yếu tố.

## Đội hình
Giải đấu nam là giải đấu quốc tế dành cho lứa tuổi dưới 22 (sinh từ sau ngày 1 tháng 1 năm 1995), với tối đa ba cầu thủ quá tuổi được phép.

## Bốc thăm
Lễ bốc thăm cho giải đấu đã được tổ chức vào lúc 10:00 MST (UTC+8) ngày 8 tháng 7 năm 2017 tại khách sạn Renaissance Kuala Lumpur ở Kuala Lumpur, Malaysia. 11 đội tuyển trong giải đấu nam được bốc thăm chia thành hai bảng, một bảng năm đội và một bảng sáu đội. Các đội tuyển được xếp vào bốn nhóm hạt giống theo thành tích của họ tại kỳ đại hội trước. Chủ nhà Malaysia và đương kim vô địch Thái Lan được xếp vào nhóm hạt giống số 1, và được tự động xếp vào các vị trí A1 và B1.
| Nhóm 1                                      | Nhóm 2             | Nhóm 3                | Nhóm 4                                              |
| ------------------------------------------- | ------------------ | --------------------- | --------------------------------------------------- |
| Malaysia (vị trí A1) · Thái Lan (vị trí B1) | Myanmar · Việt Nam | Indonesia · Singapore | Campuchia · Lào · Philippines · Đông Timor · Brunei |

## Vòng bảng
Hai đội đứng đầu mỗi bảng lọt vào vòng bán kết.

### Bảng A
| VT | Đội          | ST | T | H | B | BT | BB | HS  | Đ  | Giành quyền tham dự     |
| -- | ------------ | -- | - | - | - | -- | -- | --- | -- | ----------------------- |
| 1  | Malaysia (H) | 4  | 4 | 0 | 0 | 10 | 4  | +6  | 12 | Vòng đấu loại trực tiếp |
| 2  | Myanmar      | 4  | 3 | 0 | 1 | 12 | 4  | +8  | 9  | Vòng đấu loại trực tiếp |
| 3  | Singapore    | 4  | 2 | 0 | 2 | 4  | 4  | 0   | 6  |                         |
| 4  | Lào          | 4  | 1 | 0 | 3 | 5  | 8  | −3  | 3  |                         |
| 5  | Brunei       | 4  | 0 | 0 | 4 | 1  | 12 | −11 | 0  |                         |

| Myanmar             | 2–0      | Singapore |
| ------------------- | -------- | --------- |
| Aung Thu 45+1', 60' | Chi tiết |           |

| Malaysia             | 2–1      | Brunei        |
| -------------------- | -------- | ------------- |
| Safawi 4' · Adam 60' | Chi tiết | Zulkhairy 12' |

| Myanmar                                           | 3–1      | Lào            |
| ------------------------------------------------- | -------- | -------------- |
| Aung Thu 37' · Shwe Ko 90+2' · Hlaing Bo Bo 90+4' | Chi tiết | Phommathep 60' |

| Singapore     | 1–2      | Malaysia                  |
| ------------- | -------- | ------------------------- |
| Amiruldin 38' | Chi tiết | Azam 68' · Thanabalan 74' |

| Lào | 0–2      | Singapore                      |
| --- | -------- | ------------------------------ |
|     | Chi tiết | Taufik 2' · Ikhsan 11' (ph.đ.) |

| Brunei | 0–6      | Myanmar                                                                                              |
| ------ | -------- | --- |
|        | Chi tiết | Aung Thu 24' · Sithu Aung 40' · Aung Kaung Mann 73', 85' · Maung Maung Lwin 90+1' · Than Paing 90+3' |

| Brunei | 0–3      | Lào                         |
| ------ | -------- | --------------------------- |
|        | Chi tiết | Kongmathilath 64', 72', 86' |

| Malaysia                         | 3–1      | Myanmar        |
| -------------------------------- | -------- | -------------- |
| Thanabalan 33', 82' · Safawi 35' | Chi tiết | Than Paing 85' |

| Lào             | 1–3      | Malaysia                    |
| --------------- | -------- | --------------------------- |
| Phanthavong 32' | Chi tiết | Jafri 26', 90+2' · Adib 39' |

| Singapore         | 1–0      | Brunei |
| ----------------- | -------- | ------ |
| Khalid 74' (l.n.) | Chi tiết |        |

### Bảng B
| VT | Đội         | ST | T | H | B | BT | BB | HS  | Đ  | Giành quyền tham dự     |
| -- | ----------- | -- | - | - | - | -- | -- | --- | -- | ----------------------- |
| 1  | Thái Lan    | 5  | 4 | 1 | 0 | 10 | 1  | +9  | 13 | Vòng đấu loại trực tiếp |
| 2  | Indonesia   | 5  | 3 | 2 | 0 | 7  | 1  | +6  | 11 | Vòng đấu loại trực tiếp |
| 3  | Việt Nam    | 5  | 3 | 1 | 1 | 12 | 4  | +8  | 10 |                         |
| 4  | Philippines | 5  | 2 | 0 | 3 | 4  | 10 | −6  | 6  |                         |
| 5  | Đông Timor  | 5  | 1 | 0 | 4 | 2  | 8  | −6  | 3  |                         |
| 6  | Campuchia   | 5  | 0 | 0 | 5 | 1  | 12 | −11 | 0  |                         |

| Indonesia           | 1–1      | Thái Lan      |
| ------------------- | -------- | ------------- |
| Septian 60' (ph.đ.) | Chi tiết | Chaiyawat 14' |

| Việt Nam                                                         | 4–0      | Đông Timor |
| ---------------------------------------------------------------- | -------- | ---------- |
| Đoàn Văn Hậu 8', 41' · Hà Đức Chinh 20' · Nguyễn Công Phượng 72' | Chi tiết |            |

| Campuchia | 0–2      | Philippines             |
| --------- | -------- | ----------------------- |
|           | Chi tiết | Cubon 52' · Belgira 81' |

| Việt Nam                                                               | 4–1      | Campuchia                 |
| ---------------------------------------------------------------------- | -------- | ------------------------- |
| Nguyễn Công Phượng 45+1', 75' · Nguyễn Quang Hải 71' · Hồ Tuấn Tài 76' | Chi tiết | N. Sothearoth 83' (ph.đ.) |

| Indonesia                                 | 3–0      | Philippines |
| ----------------------------------------- | -------- | ----------- |
| Septian 6' · Hargianto 45+1' · Saddil 58' | Chi tiết |             |

| Thái Lan     | 1–0      | Đông Timor |
| ------------ | -------- | ---------- |
| Worachit 59' | Chi tiết |            |

| Đông Timor | 0–1      | Indonesia   |
| ---------- | -------- | ----------- |
|            | Chi tiết | Marinus 22' |

| Thái Lan                              | 3–0      | Campuchia |
| ------------------------------------- | -------- | --------- |
| Picha 35' · Nattawut 76' (ph.đ.), 87' | Chi tiết |           |

| Philippines | 0–4      | Việt Nam                                                                            |
| ----------- | -------- | ----------------------------------------------------------------------------------- |
|             | Chi tiết | Nguyễn Công Phượng 37' · Vũ Văn Thanh 45+1' · Nguyễn Văn Toàn 50' · Hồ Tuấn Tài 89' |

| Philippines | 0–2      | Thái Lan                      |
| ----------- | -------- | ----------------------------- |
|             | Chi tiết | Montree 28' · Sittichok 45+1' |

| Việt Nam | 0–0      | Indonesia |
| -------- | -------- | --------- |
|          | Chi tiết |           |

| Campuchia | 0–1      | Đông Timor   |
| --------- | -------- | ------------ |
|           | Chi tiết | da Silva 57' |

| Đông Timor       | 1–2      | Philippines       |
| ---------------- | -------- | ----------------- |
| Rocha 45' (l.n.) | Chi tiết | Gayoso 10', 90+4' |

| Indonesia            | 2–0      | Campuchia |
| -------------------- | -------- | --------- |
| Ezra 56' · Febri 69' | Chi tiết |           |

| Thái Lan                                 | 3–0      | Việt Nam |
| ---------------------------------------- | -------- | -------- |
| Phitiwat 45+3' · Picha 52' · Chenrop 68' | Chi tiết |          |

## Vòng đấu loại trực tiếp

### Sơ đồ
|  | Bán kết                | Bán kết  |                        |   | Tranh huy chương vàng | Tranh huy chương vàng |
|  |                        |          |                        |   |                       |                       |
|  | 26 tháng 8 – Shah Alam |          |                        |   |                       |                       |
|  |                        |          |                        |   |                       |                       |
|  | Malaysia               | 1        |                        |   |                       |                       |
|  | Malaysia               | 1        | 29 tháng 8 – Shah Alam |   |                       |                       |
|  | Indonesia              | 0        |                        |   |                       |                       |
|  | Indonesia              | 0        | Malaysia               | 0 |                       |                       |
|  | 26 tháng 8 – Selayang  |          | Malaysia               | 0 |                       |                       |
|  |                        | Thái Lan | 1                      |   |                       |                       |
|  | Thái Lan               | Thái Lan | 1                      | 1 |                       |                       |
|  | Thái Lan               |          |                        | 1 |                       |                       |
|  | Myanmar                | 0        |                        |   |                       |                       |
|  | Myanmar                | 0        | Tranh huy chương đồng  |   |                       |                       |
|  |                        |          |                        |   |                       |                       |
|  | 29 tháng 8 – Selayang  |          |                        |   |                       |                       |
|  |                        |          |                        |   |                       |                       |
|  | Indonesia              | 3        |                        |   |                       |                       |
|  | Indonesia              | 3        |                        |   |                       |                       |
|  | Myanmar                | 1        |                        |   |                       |                       |

### Các trận đấu

#### Bán kết
| Thái Lan      | 1–0      | Myanmar |
| ------------- | -------- | ------- |
| Chenrop 90+5' | Chi tiết |         |

| Malaysia       | 1–0      | Indonesia |
| -------------- | -------- | --------- |
| Thanabalan 87' | Chi tiết |           |

#### Tranh huy chương đồng
| Indonesia                            | 3–1      | Myanmar        |
| ------------------------------------ | -------- | -------------- |
| Evan 56' · Septian 60' · Rezaldi 77' | Chi tiết | Than Paing 23' |

#### Tranh huy chương vàng
| Malaysia | 0–1      | Thái Lan         |
| -------- | -------- | ---------------- |
|          | Chi tiết | Haziq 39' (l.n.) |

## Cầu thủ ghi bàn
Đã có 79 bàn thắng ghi được trong 29 trận đấu, trung bình 2.72 bàn thắng mỗi trận đấu.
4 bàn thắng
- Thanabalan Nadarajah
- Aung Thu
- Nguyễn Công Phượng

3 bàn thắng
- Septian David
- Phithack Kongmathilath
- Than Paing

2 bàn thắng
- Jafri Firdaus Chew
- Safawi Rasid
- Aung Kaung Mann
- Javier Gayoso
- Chenrop Samphaodi
- Nattawut Sombatyotha
- Picha U-Tra
- Đoàn Văn Hậu
- Hồ Tuấn Tài

1 bàn thắng
- Zulkhairy Razali
- Nen Sothearoth
- Evan Dimas
- Ezra Walian
- Febri Haryadi
- Marinus Wanewar
- Muhammad Hargianto
- Rezaldi Hehanusa
- Saddil Ramdani
- Phathana Phommathep
- Thanin Phanthavong
- Adam Nor Azlin
- Adib Zainuddin
- Muhd Nor Azam Abdul Azih
- Hlaing Bo Bo
- Maung Maung Lwin
- Shwe Ko
- Sithu Aung
- Kouichi Belgira
- Reymart Cubon
- Amiruldin Asraf
- Ikhsan Fandi
- Taufik Suparno
- Chaiyawat Buran
- Montree Promsawat
- Phitiwat Sukjitthammakul
- Sittichok Kannoo
- Worachit Kanitsribampen
- Gumario Augusto da Silva
- Hà Đức Chinh
- Nguyễn Quang Hải
- Nguyễn Văn Toàn
- Vũ Văn Thanh

1 bàn phản lưới nhà
- Khalid Wassadisalleh Mahmud
- Haziq Nadzli
- Jeremiah Raphael Rochard